# Dekanat budzki
Dekanat budzki – jeden z dziesięciu dekanatów wchodzących w skład eparchii homelskiej i żłobińskiej Egzarchatu Białoruskiego Patriarchatu Moskiewskiego.

## Parafie w dekanacie
- Parafia Kazańskiej Ikony Matki Bożej w Akciabrze
  - Cerkiew Kazańskiej Ikony Matki Bożej w Akciabrze
- Parafia św. Mikołaja Cudotwórcy w Budzie Koszelewskiej
  - Cerkiew św. Mikołaja Cudotwórcy w Budzie Koszelewskiej
- Parafia Narodzenia Najświętszej Maryi Panny w Czabatowiczach
  - Cerkiew Narodzenia Najświętszej Maryi Panny w Czabatowiczach
- Parafia św. Mikołaja Cudotwórcy w Iwolsku
  - Cerkiew św. Mikołaja Cudotwórcy w Iwolsku
- Parafia Opieki Matki Bożej w Hłazauce
  - Cerkiew Opieki Matki Bożej w Hłazauce
- Parafia Narodzenia Najświętszej Maryi Panny w Hubiczach
  - Cerkiew Narodzenia Najświętszej Maryi Panny w Hubiczach
- Parafia Opieki Matki Bożej w Kamunarze
  - Cerkiew Opieki Matki Bożej Kamunarze
- Parafia Świętej Trójcy w Niedajce
  - Cerkiew Świętej Trójcy w Niedajce
- Parafia św. Mikołaja Cudotwórcy w Rahiniu
  - Cerkiew św. Mikołaja Cudotwórcy w Rahiniu
- Parafia św. Michała Archanioła w Szyrokaje
  - Cerkiew św. Michała Archanioła w Szyrokaje
- Parafia Narodzenia Najświętszej Maryi Panny w Uwarawiczach
  - Cerkiew Narodzenia Najświętszej Maryi Panny w Uwarawiczach